# GSG-9
GSG 9 (nemško Grenzschutzgruppe 9) je nemška protiteroristična specialna enota, ki je pod nadzorom nemške zvezne policije. Enota velja za začetnico sodobnega protiterorističnega bojevanja.
Enota GSG 9 je nastala 17. aprila 1973 zaradi tragičnega razpleta dogodkov na olimpijadi v Münchnu prejšnje leto. Pred tem Nemčija ni imela ustrezne enote, ki bi se soočila s terorizmom.
Za ustanovitev in poveljstvo nad to enoto je bil zadolžen Ulrich Wegener, ki je bil tedaj častnik za zveze pri ministrstvu za notranje zadeve.

## Organizacija
Celotna enota šteje med 200 in 250 članov, ki so razdeljeni v tri skupine:
- 1./GSG 9 je klasična kopenska protiteroristična enota, ki se ukvarja z reševanjem talcev, pogajanji s teroristi, aretacijo nevarnih oseb,...
- 2./GSG 9 je mornariško naravnana enota, katere naloge so vpadi na ladje, obalne objekte in naftne ploščadi.
- 3./GSG 9 je padalska skupina, ki prevzame vse naloge, ki zahtevajo dostop iz zraka. Člani so vešči različnih skokov s padali ter zasilnega upravljanja letal.

Poleg teh skupin pa enota združuje še naslednje podporne skupine:
- Operativni štab se ukvarja z administracijo, vodenjem ostalih enot ter sodelovanjem z drugimi organizacijami.
- Tehnična enota se ukvarja s planiranjem in omogočanjem vstopa v objekte.
- Servisna enota se ukvarja s preizkušanjem novih orožij in eksplozivov ter s popravili orožja in opreme.
- Enota za komunikacije je zadolžena za testiranje, popravilo in postavitev radijskih in video komunikacij.
- Inštruktorska enota rekrutira in usposablja nove pripadnike enote.

## Rekrutacija in urjenje
Kandidati za vstop v enoto morajo biti najmanj dve leti v policijski enoti za zaščito meja (nemško: Bundesgrenzschutz). Če želijo vstopiti kandidati iz vojske, morajo izstopiti iz vojske in odslužiti dve leti v tej enoti.
Kandidati morajo za vstop pokazati določene fizične sposobnosti, opraviti morajo tudi zdravniški in psihološki pregled. Za nadaljevanje treninga, ki traja 22 tednov, je vsak kandidat še temeljito izprašan s strani nadrejenih. Sledi urjenje, ki sprva zajema osnovne protiteroristične naloge, kasneje pa še trening specialnosti (vožnja različnih vozil, padalstvo, potapljanje,...). V tej fazi odpade kar 80 % kandidatov.
Po uspešno končanem treningu kandidati postanejo člani enote; usposabljanje pa nadaljujejo v praksi. Njihova identiteta je od tedaj močno varovana skrivnost. Enota GSG 9 tudi precej trenira z ostalimi podobnimi enotami po svetu.